# 女性の力

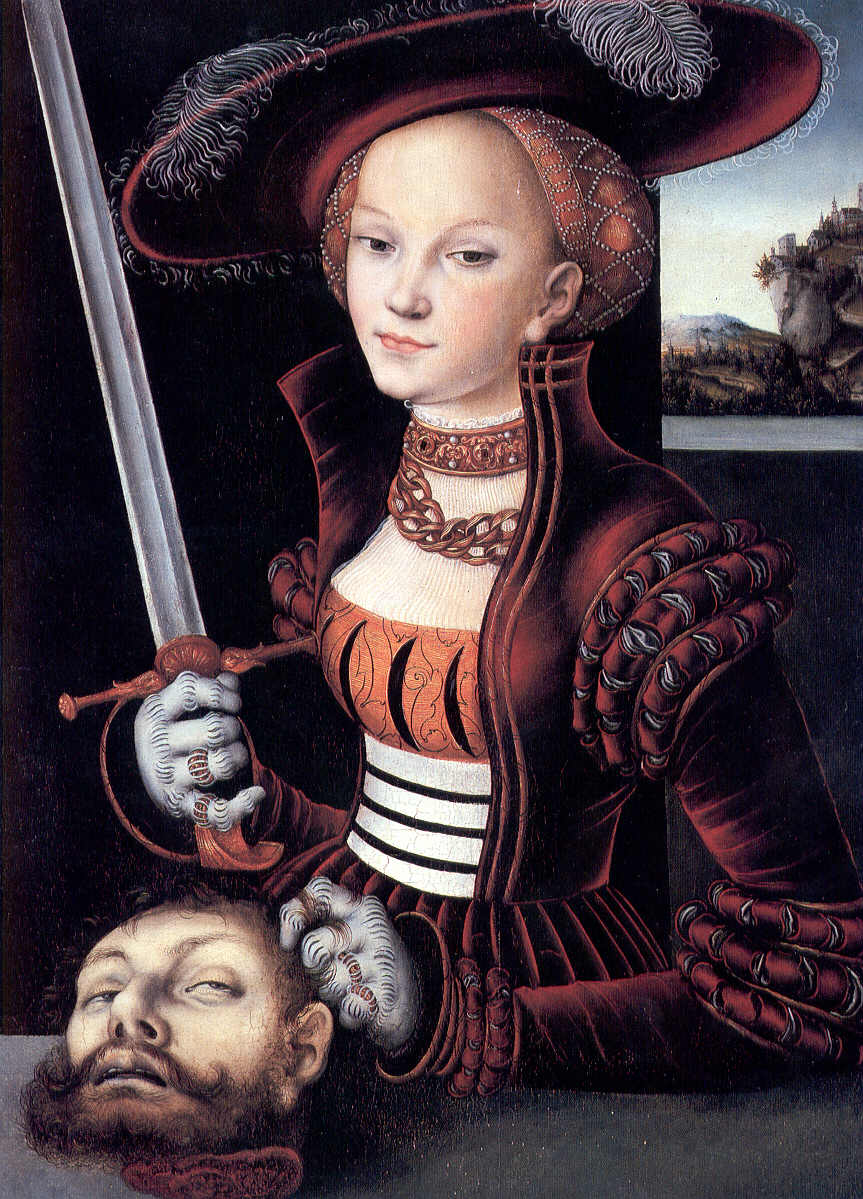
ルーカス・クラナッハ『ユディトとホロフェルネスの首』1530年

女性の力（じょせいのちから、独: Weibermacht、英: Power of Women）は、「女性に支配される英雄的あるいは賢者的男性」を示す中世ルネサンスの芸術的・文学的なトポスで、「男性優位の性的階層の説諭と性的階層のユーモラスな逆転」を表している。